# Palais Esterházy (Kärntnerstrasse)

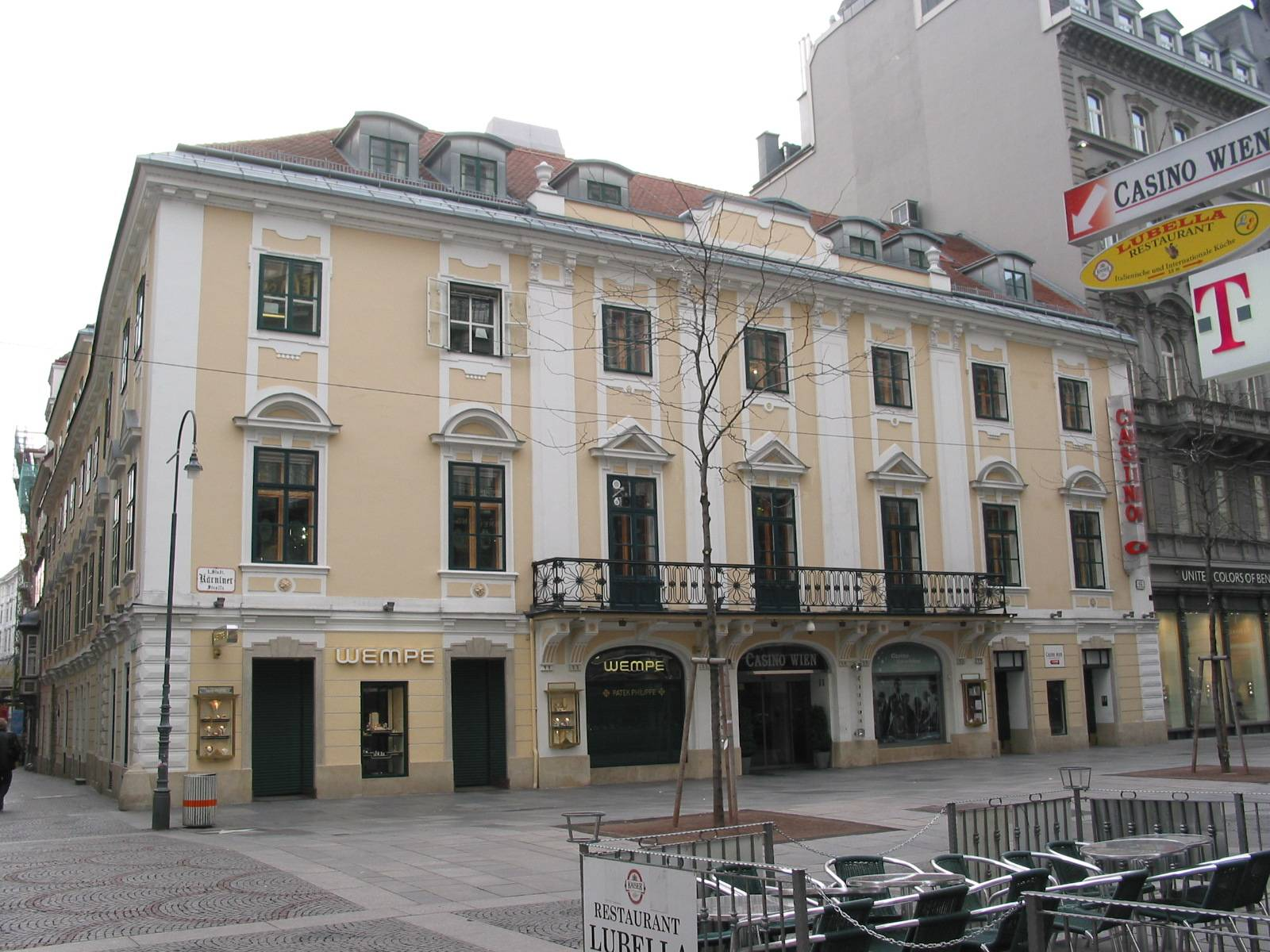
Palais Esterházy på Kärntnerstrasse i Wien

För släkten Esterházy och andra slott med samma namn, se Esterházy
Palais Esterházy är den äldsta byggnaden på Kärntnerstrasse i Wien i Österrike. Huset uppfördes, namngavs och ägs av den ungerska adelsätten Esterházy. Det finns ytterligare en byggnad med namnet Palais Esterházy i Wien, den är belägen på Wallnerstrasse.
Ursprungligen stod två hus på platsen, dessa byggdes ihop i början på 1400-talet. År 1684 kom byggnaden i Adam Antonius Grundemann von Falkenbergs ägo och hans son uppförde palatset som det ser ut idag. Mellan åren 1777 och 1871 tillhörde huset familjen Károly och de formgav fasaden till dagens utseende inklusive balkongen. År 1871 köptes fastigheten av familjen Esterházy och dessa adderade sin vapenkartusch ovanför ingången.
I januari 1968 drabbades byggnaden av en brand och blev närmast totalförstörd. 1969 kunde kasinot Cercle Wien öppna i lokalerna efter omfattande restaurationsarbeten och ombyggnader. Idag pryds de flesta av rummen av modern konst.